# Grado
Grado – miejscowość i gmina we Włoszech, w regionie Friuli-Wenecja Julijska, w prowincji Gorycja. Według danych na rok 2004 gminę zamieszkiwało 8691 osób, 76,2 os./km².
Miejscowość położona jest na lagunie nad Morzem Adriatyckim i połączona groblą z lądem. Dawniej pełniła funkcję ośrodka portowego dla oddalonej o 11 km Akwilei, od XIX wieku jest ważnym ośrodkiem turystycznym znanym jako Słoneczna Wyspa (wł. L'Isola del Sole).
Grado określane jest mianem "pierwszej plaży Adriatyku" dla turystów z Austrii, Czech i Niemiec z uwagi na fakt, że mieszkańcy tych krajów mogą dotrzeć tutaj stosunkowo najszybciej. W czasie wakacji to właśnie niemieckojęzyczni turyści dominują w kurorcie. Grado wyróżnia się na tle sąsiednich miast architekturą i specyficzną atmosferą. Zabudowa jest tutaj zwarta, uliczki, budynki oraz zabytki odrestaurowane, a całe historyczne centrum otacza morze. Przez środek starówki płynie sztucznie wytyczony kanał, prowadzący do portu jachtowego w centrum. W ostatnich latach wybudowano nadmorskie bulwary i przebudowano główne place oraz parki. Większość plaż w Grado to tzw. plaże płatne (w 2015 cena za wstęp dla osoby dorosłej wynosiła 2 euro).

## Zabytki

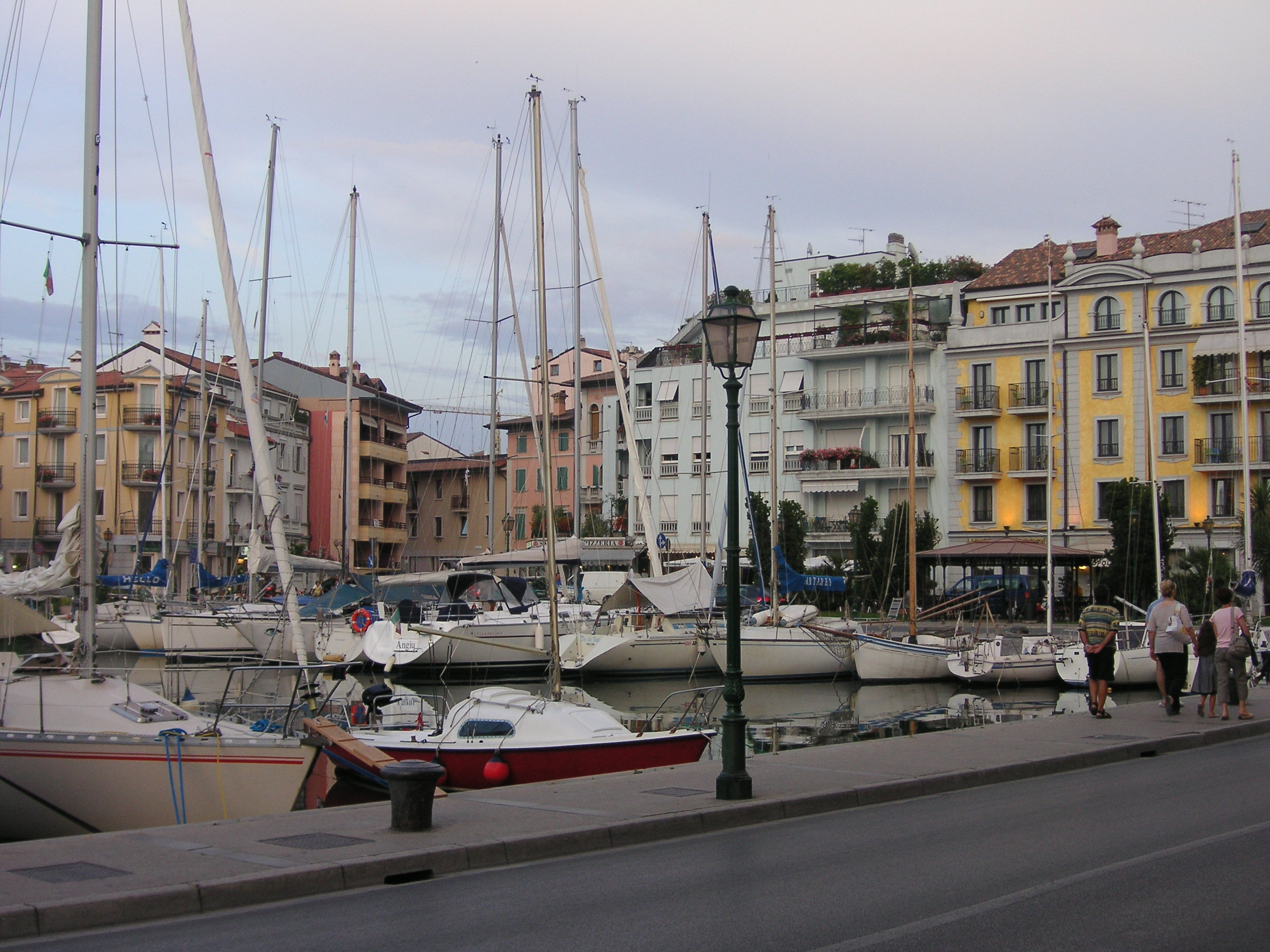
Stare Miasto w Grado

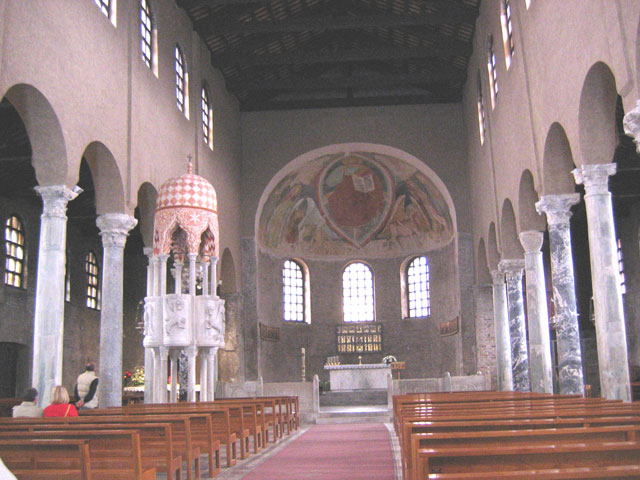
Wnętrze kościół S. Marie della Grazie

- kościół św. Eufemii(inne języki), zbudowany w 579 z zachowaną mozaiką. Uwagę zwraca również srebrne obicie ołtarza z 1372,
- kościół S. Marie della Grazie(inne języki) z przełomu V i VI wieku.

## Miasta partnerskie
- Sankt Lorenzen bei Knittelfeld, Austria
- Feistritz bei Knittelfeld, Austria